# チェルシーブーツ

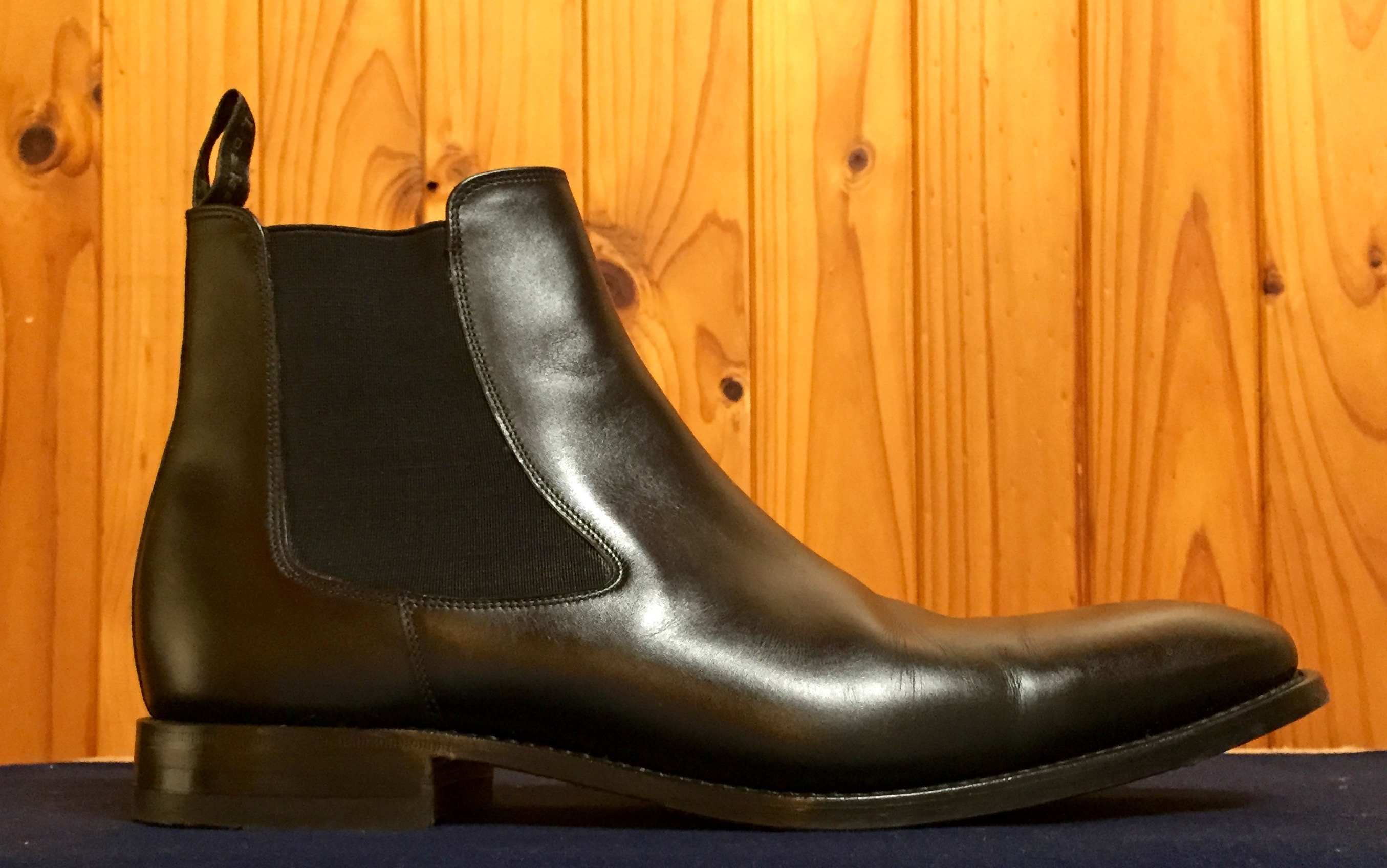
黒い子牛皮を使ったチェルシーブーツ。

チェルシーブーツ（英語: Chelsea boots）は、両側面に伸縮性のある素材を用いたまち（襠）が付けられた、ぴったりとフィットし、足首の高さまで入るブーツ。ブーツの後ろの部分には、ループないしタブ状の部分があり、そこを引っ張ってブーツを履けるようになっている。このブーツは、ヴィクトリア朝に遡る歴史があり、当時は男女を問わず履くものであった。
チェルシーブーツや、その変種は、1960年代のイギリスで、特にモッズ・シーンにおいて、象徴的なファッションの要素とされていた。

## 歴史

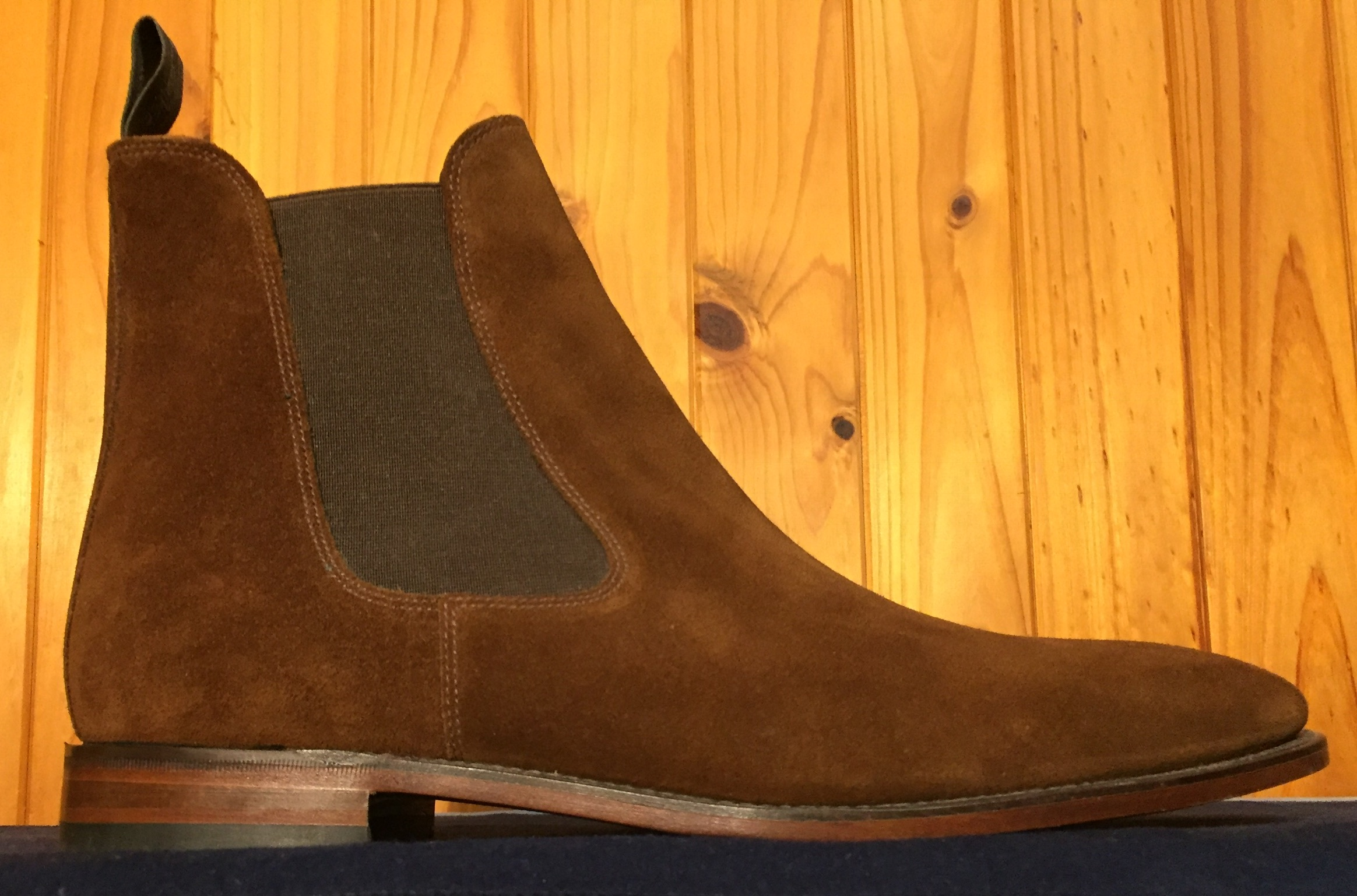
茶色いスエードを使ったチェルシーブーツ。

このデザインを生み出したとされているのは、ヴィクトリア女王の製靴職人であったジョゼフ・スパークル・ホール (Joseph Sparkes Hall) とされている。彼は、「彼女（ヴィクトリア女王）は毎日これを履いていたが、これは、この発明に彼女が価値を見出したことを最も強力に証明するものだった (She (Queen Victoria) walks in them daily and thus gives the strongest proof of the value she attaches to the invention)」と述べている。このブーツは、「J・スパークル・ホールの特許取得伸縮性足首ブーツ (J. Sparkes Hall's Patent Elastic Ankle Boots)」というブランドで広告されていた。このブーツは、乗馬やウォーキング用として人気を博した。「チェルシーブーツ (chelsea boot)」という用語は、ヴィクトリア朝の始まりよりさらに数年前に登場しており、ロンドンの製靴職人であったトーマス・コットン (Thomas Cotton) が1831年にはこの言葉を使っていた。
チャールズ・グッドイヤーがゴムの加硫を開発したことで、伸縮性のあるまちがついたブーツの発明が可能になった。伸縮性のあるブートの利点は、すぐに脱着ができるところにあった。1840年代後半には、このブーツはファッションとして流行し、西洋では第一次世界大戦が始まるころまで主流のスタイルであり続けた。
1950年代から1960年代にかけて、チェルシーブーツはイギリスで人気が吹き返し、スウィングイング・ロンドンの社会的な場であった、流行の先端をゆくキングズ・ロード(ロンドンの中心部西部のチェルシーからフラムにかけての街路)と結びついて、ローリング・ストーンズからジーン・シュリンプトンに至る誰もがこれを履き、「チェルシー」がこのブーツを指す呼称となった。

## 変種や類似したスタイル

### ビートルブーツ

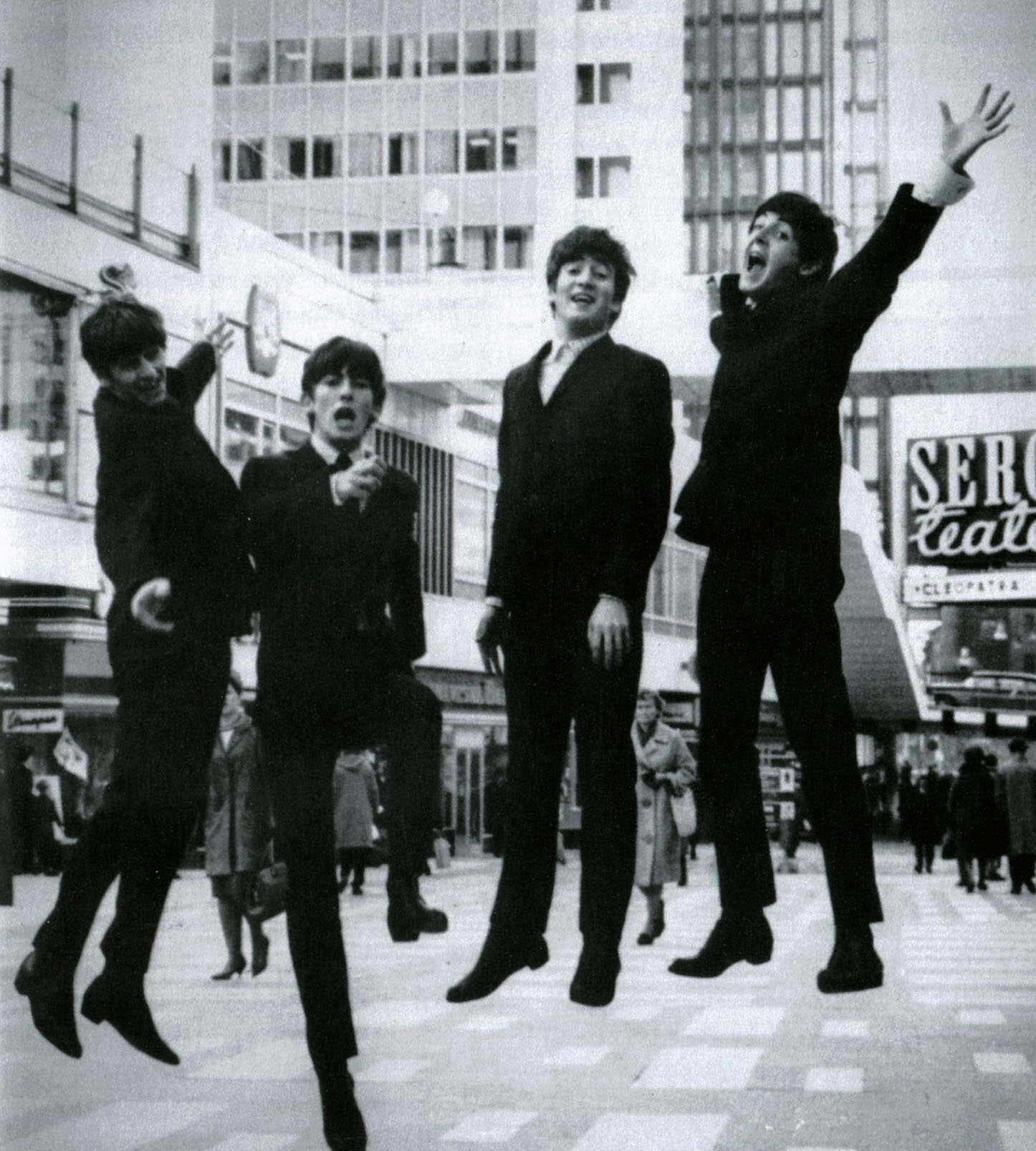
ビートルズは、チェルシーブーツの人気に一役買った。1963年撮影。

舞台劇や、バレエ用の靴を作っていたアネーロ&ダヴィデは、1961年に、「キューバン・ヒール (Cuban heels)」と称する、踵が高く、つま先の尖った靴を、ビートルズのために作ったが、これはジョン・レノンとポール・マッカートニーが店舗のショーウィンドウに飾ってあったチェルシーブーツを見て、もっと踵が高い、キューバン・ヒールのものを4足注文したのを受けてのことで、このスタイルはビートルブーツと呼ばれるようになった。
ビートルブーツは、チェルシーブーツと同様に、モッズに多用され、仕立てられたスーツと一緒に纏われた。

### ワークブーツ

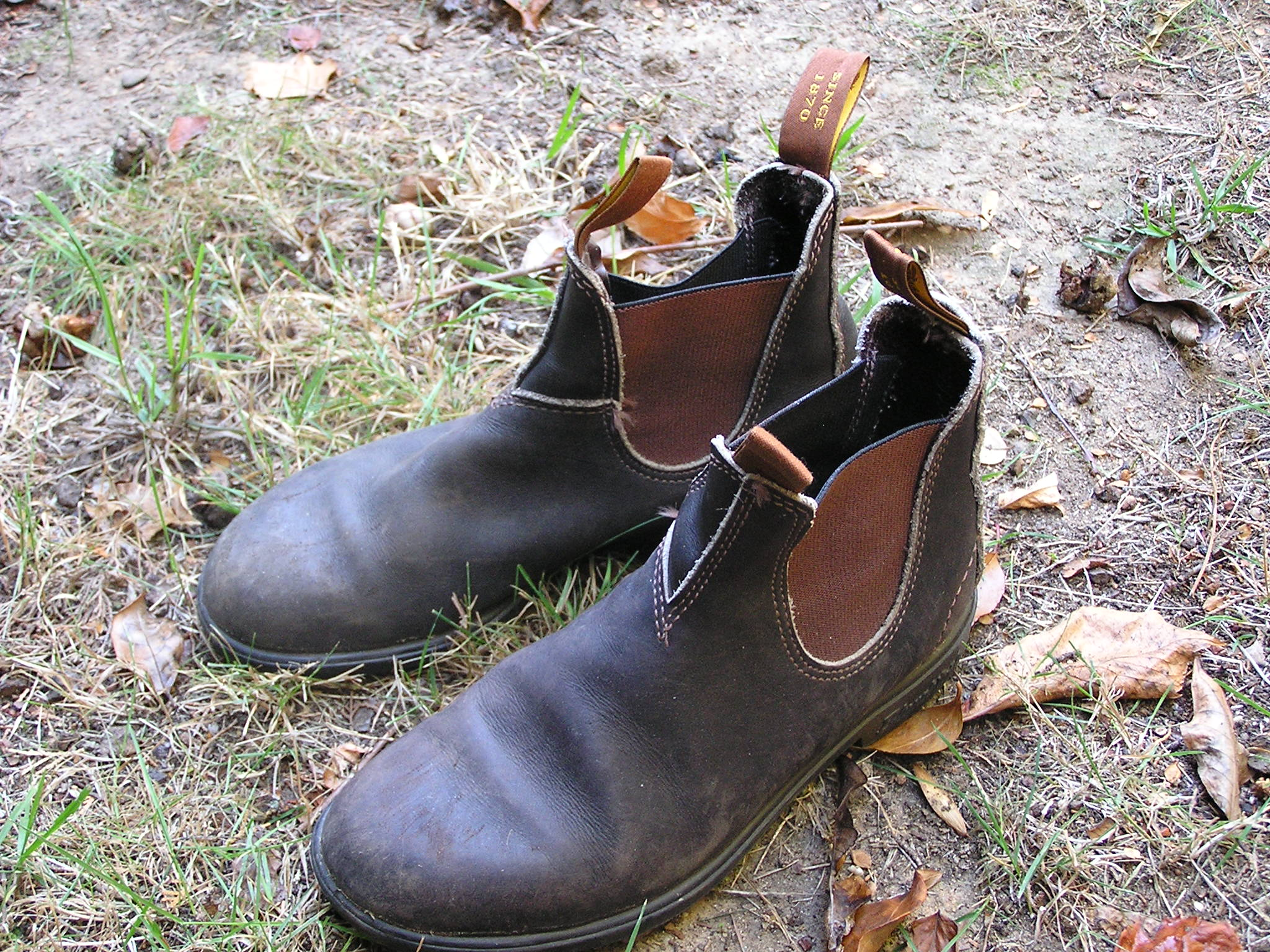
オーストラリアン・ワークブーツは、チェルシーブーツの変種である。

ワークブーツ類として用いられる変種には、インドに由来するジョッパーブーツと呼ばれる乗馬ブーツや、ブランドストーンなどが製造しているオーストラリアン・ワークブーツなどがある。こうしたワークブーツは、つま先が鋼鉄で保護されていることもある。ブラジルでは、そのようなブーツを、「ボティーナ (botina)」という。こうしたブーツは、しばしばいかつく、実用本意のデザインで、オーストラリアン・ワークブーツに似ており、しばしばカイピラや、広く田舎住まいの人々と結びつけられる。